# Europese weg 45
De Europese weg 45 of E45 is een Europese weg die loopt van Alta in Noorwegen  naar Gela in Italië.

## Algemeen
De E45 verbindt het Noorse Alta met het Italiaanse Gela en heeft hierdoor een lengte van ongeveer 5190 kilometer. De route is door de UNECE als volgt vastgelegd:
Alta - Kautokeino - Hetta - Palojoensuu - Kaaresuvanto - Karesuando - Gällivare - Jokkmokk - Arvidsjaur - Storuman - Vilhelmina - Strömsund - Östersund - Orsa - Mora - Grums - Trollhättan - Göteborg - Frederikshavn - Aalborg - Aarhus - Vejle - Kolding - Frøslev - Flensburg - Hamburg - Hannover - Göttingen - Kassel - Fulda - Würzburg - Neurenberg - München - Rosenheim - Wörgl - Innsbruck - Brennerpas - Fortezza - Bolzano - Trente - Verona - Modena - Bologna - Cesena - Perugia - Fiano Romano - San Cesareo - Napels - Salerno - Sicignano degli Alburni - Cosenza - Villa San Giovanni - Messina - Catania - Syracuse - Gela.

## Zweden

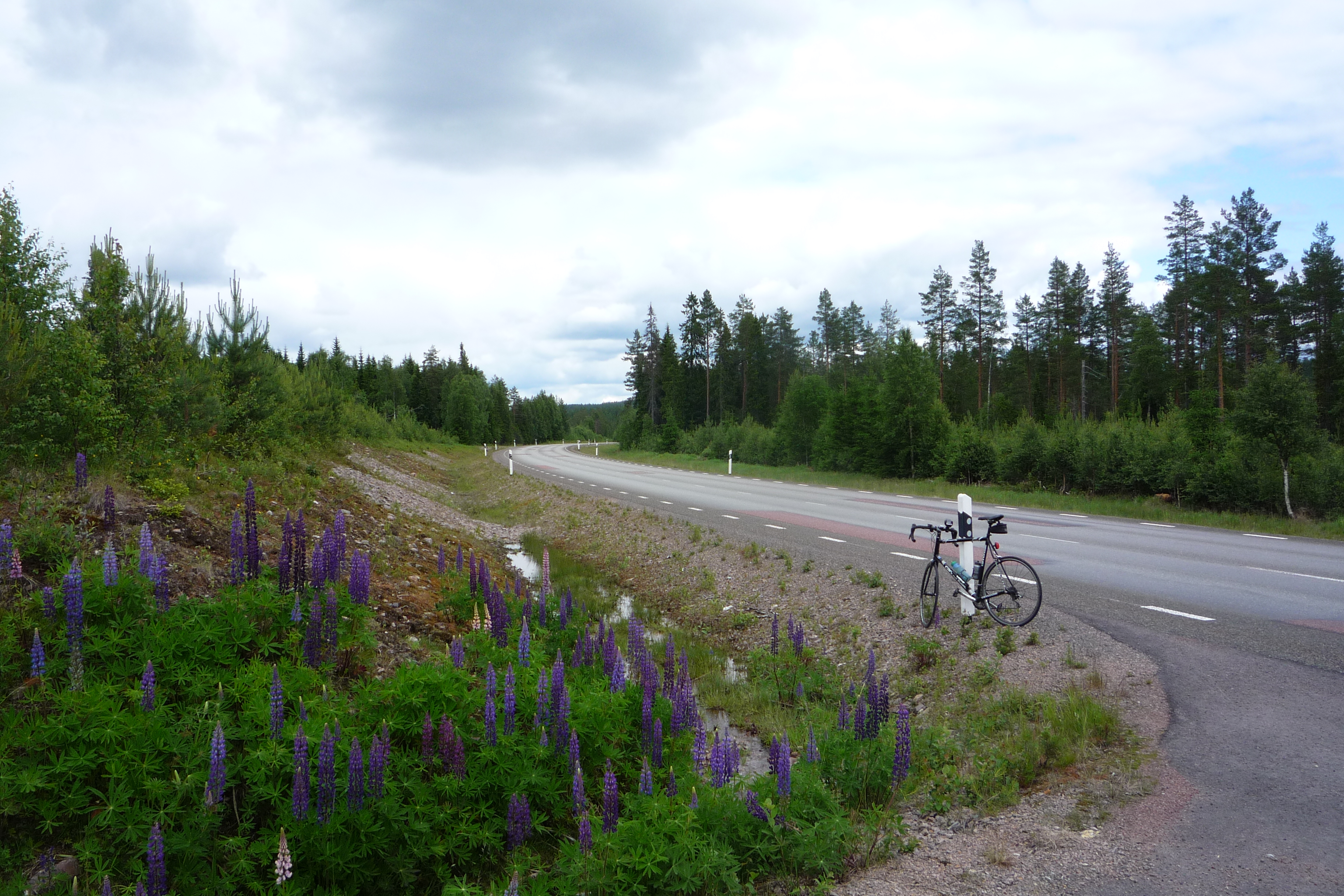
E45 tussen Värnäs en Malung

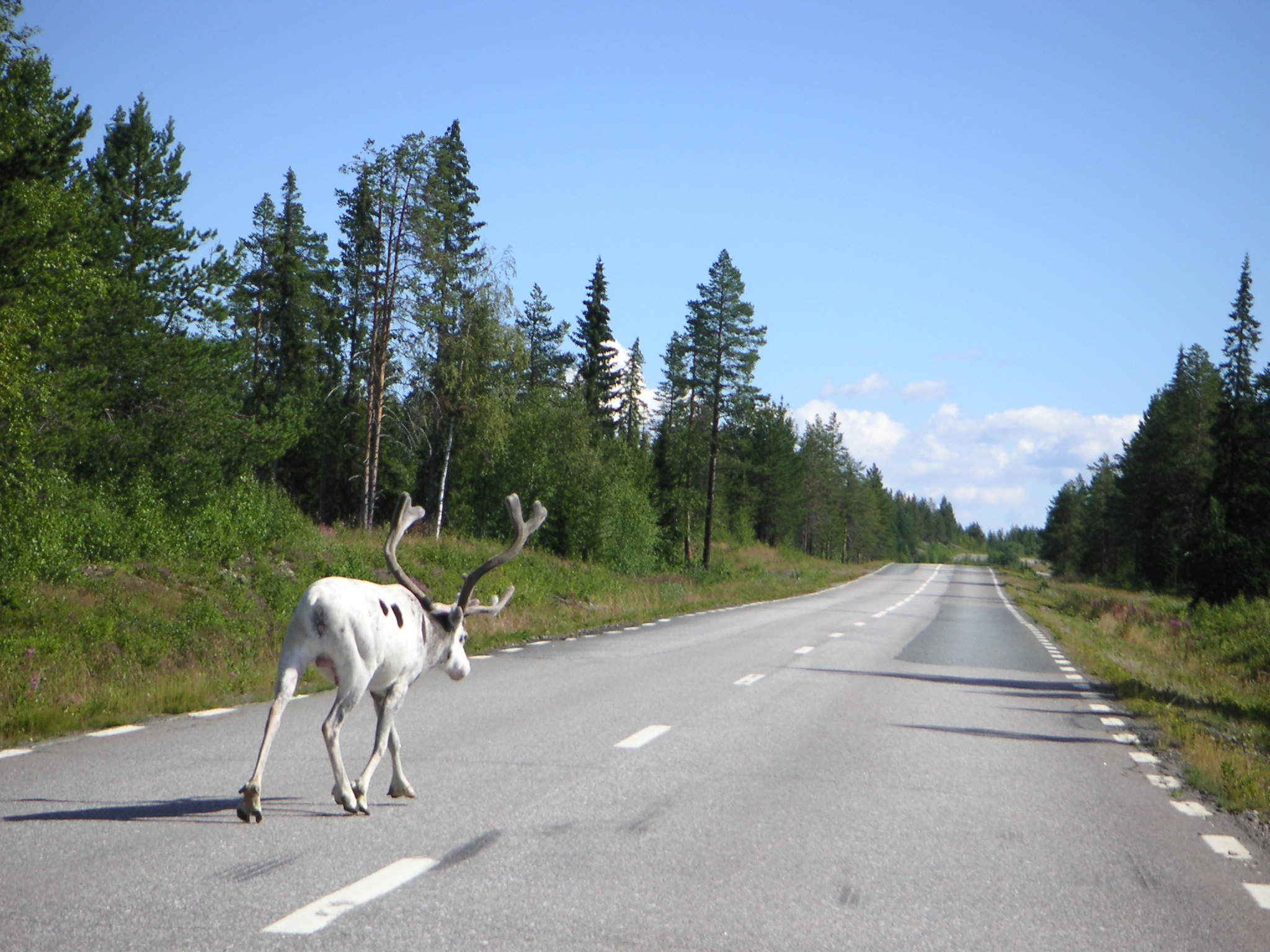
E45 in het noorden van Zweden

Als men vanuit Karesuando vertrekt, bereikt men pas na 900 km de eerste stad van betekenis; Östersund. Dit gedeelte van de E45 wordt Inlandsvägen genoemd en bestaat uit tweestrookswegen waar zeer weinig verkeer op rijdt. Tussen Mora en Gällivare loopt de E45 grotendeels parallel aan een bekende spoorweg genaamd de Inlandsbanan. Bij Trollhättan gaat de route verder op een vierstrooks autosnelweg naar Göteborg. Hiervandaan vertrekt de veerboot naar Frederikshavn in Denemarken.

## Denemarken
De E45 is de enige doorgaande noord-zuidlopende snelweg in Jutland en de wegverbinding tussen Aalborg, Aarhus, Kolding en het zuiden van Jutland. De weg loopt van Frederikshavn aan het Kattegat naar Padborg aan de Duitse grens. Bij Kolding liggen liefst vier knooppunten, die de E45 met de E20 verbinden.

### Lokale benaming
Het Deense deel van de E45 bestaat feitelijk uit vier aansluitende snelwegen, met elk een eigen naam en een administratief nummer dat niet in de bewegwijzering wordt gebruikt. Deze zijn (van noord naar zuid):
- Frederikshavnmotorvejen (M70/M80; Frederikshavn-Aalborg)
- Nordjyske Motorvej (M70; Aalborg-Randers-Århus)
- Østjyske Motorvej (M40/M60; Århus-Skærup-Fredericia)
- Sønderjyske Motorvej (M50; Skærup-Duitse grens)

## Duitsland
In Duitsland loopt de E45 vanaf de grens bij Flensburg via de steden Hamburg, Hannover, Kassel en Würzburg mee met de A7. Tussen Würzburg en Nürnberg de A3, tussen Nürnberg en München de A9 vanaf München tot aan de Oostenrijkse grens bij Kiefersfelden de A99, A8 en A93.

## Oostenrijk
In Oostenrijk volgt de E45 de A12 ofwel Inntalautobahn via Kufstein naar Innsbruck. Vanaf daar volgt de route de A13 ofwel Brennerautobahn tot aan de Italiaanse grens.

## Italië
In Italië volgt de E45 de A22 ofwel Autostrada del Brennero tot aan Modena,  vervolgens de A1, A3 en  A2  via Napoli en Salerno tot aan Reggio di Calabria. In Reggio steekt men de Straat van Messina over naar Messina.
Vanaf Messina volgt de E45 de kust via Catania, Siracusa en Rosolini op Sicilië naar Gela op het zuiden van dit eiland.

## Nationale wegnummers
De E45 loopt over de volgende nationale wegnummers:
| Nummer     | Tracé                                  |
| Noorwegen  | Noorwegen                              |
| ---------- | -------------------------------------- |
|            | Alta - Zweden                          |
| Zweden     |                                        |
|            | Noorwegen - Denemarken                 |
| Denemarken |                                        |
|            | Zweden - Duitsland                     |
| Duitsland  |                                        |
|            | Denemarken - Kreuz Biebelried          |
|            | Kreuz Biebelried - Kreuz Nürnberg      |
|            | Kreuz Nürnberg - Kreuz München-Nord    |
|            | Kreuz München-Nord - Kreuz München-Süd |
|            | Kreuz München-Süd - Dreieck Inntal     |
|            | Dreieck Inntal - Oostenrijk            |
| Oostenrijk |                                        |
|            | Duitsland - Innsbruck                  |
|            | Innsbruck - Italië                     |
| Italië     |                                        |
|            | Oostenrijk - Modena                    |
|            | Modena - Bologna                       |
|            | Bologna - Cesena Nord                  |
|            | Cesena Nord - Terni                    |
|            | Terni - Orte                           |
|            | Orte - Napoli                          |
|            | Napoli - Salerno                       |
|            | A2 Diramazione Napoli                  |
|            | Salerno - Villa San Giovanni           |
|            | Villa San Giovanni                     |
|            | Villa San Giovanni - Messina           |
|            | Messina - Catania                      |
|            | Tangenziale di Catania                 |
|            | Catania - Augusta                      |
|            | Augusta - Siracusa                     |
|            | Siracusa - San Filippo                 |
|            | San Filippo - Modica                   |
|            | Modica - Gela                          |

Europese wegen:
E6 · E8 · E10 · E12 · E14 · E16 · E18 · E39 · E45 · E69 · E75 · E105 · E134 · E136
Riksveier:
2 · 
3 · 
4 · 
5 · 
7 · 
9 · 
12 · 
13 · 
15 · 
19 · 
20 · 
21 · 
22 · 
23 · 
25 · 
35 · 
36 · 
40 · 
41 · 
42 · 
44 · 
47 · 
52 · 
55 · 
70 · 
73 · 
77 · 
80 · 
83 · 
85 · 
92 · 
93 · 
94 · 
110 · 
111 · 
120 · 
150 · 
156 · 
159 · 
162 · 
163 · 
190 · 
191 · 
200 · 
282 · 
420 · 
451 · 
502 · 
509 · 
510 · 
518 · 
555 · 
562 · 
580 · 
616 · 
617 · 
658 · 
681 · 
706 · 
827 · 
833 · 
853 · 
862 · 
881 · 
887 · 
892 · 
893
Europese wegen:
E4 · E6 · E10 · E12 · E14 · E16 · E18 · E20 · E22 · E45 · E65
Riksvägar:
9 · 11 · 13 · 15 · 17 · 19 · 21 · 23 · 24 · 25 · 26 · 27 · 28 · 29 · 30 · 31 · 32 · 34 · 35 · 37 · 40 · 41 · 42 · 44 · 46 · 47 · 49 · 50 · 51 · 52 · 53 · 55 · 56 · 57 · 61 · 62 · 63 · 66 · 68 · 69 · 70 · 72 · 73 · 75 · 76 · 77 · 83 · 84 · 86 · 87 · 90 · 92 · 94 · 95 · 97 · 98 · 99